# Периорбитална дермоидна циста
Периорбиталне дермоидне цисте (ПОДЦ) су доброћудни (бенигни), урођени цистични тератоми, окарактерисани као развојне цистичне лезије које потичу од укључивања ектодермалних елемената током затварања неуралне цеви поред линија феталног шава.
ПОДЦ су најчешће орбиталне цистичне лезије које се сусрећу код деце, типично класификоване као површинске или дубоке на основу њиховог односа са орбиталним септумом.
Компјутерска томографија и снимање магнетном резонанцом помажу у прецизном мерењу локације, величине и проширења дермоидних циста, разликовању цистичних од чврстих лезија, идентификацији типа цисте и помагању у планирању приступа терапијиу за изазовне случајеве.
Време хируршке ексцизије је ствар дебате. Индикације за хируршку ексцизију укључују функционално оштећење цисте, естетске проблеме пацијента или родитеља и ризик од трауме, руптуре и касније тешке упале.

## Епидемиологија
Периорбитална дермоидна циста су најчешће цистичне лезије у орбити, посебно међу педијатријском популацијом, чинећи 3 до 9% орбиталних тумора.

## Етиологија
Скоро све ПОДЦ су урођене развојне абнормалности које су резултат укључивања ектодермалних елемената током затварања неуралне цеви поред линија феталног шава.
Орбиталне дермоидне цисте се деле на површинске и дубоке. 
Више од 50% пријављених случајева у пределу главе и врата укључује периорбиталну локацију дермоидних циста. Већина периорбиталних циста је идентификована у односу на фронтозигоматски шав, посебно у суперотемпоралној области. Слично томе, многе орбиталне цисте се налазе у темпоралном или суперотемпоралном квадранту.

## Клиничка слика
Клиничке манифестације ПОДЦ зависе од локације и величине цисте. Површне цисте се често примећују у првој години живота као безболне, глатке, чврсте и покретне масе дуж орбиталног обода. Насупрот томе, дубље лезије се могу дијагностиковати тек касније, и обично се представљају као подмукла, безболна проптоза.

## Дијагноза
Студије имиџинга су кључне за искључивање интракранијалних и интраорбиталних екстензија.
На компјутеризованој томографији, орбитална дермоидна циста се може манифестовати као добро дефинисана маса са повећаним зидом и луменом који се не повећава. Секундарна коштана ремоделација суседног орбиталног зида је уобичајена, при чему је око 20% циста субпериостално и повезано са екстензивним ремоделирањем.
Магнетна резонантна томографија (МРТ) типично показује дермоидне цисте као добро дефинисане округле или јајолике масе променљиве величине. Хомогеност масе утиче на интензитет њеног сигнала; цисте могу бити изоинтензивне   или хипоинтензивне на Т1-пондерисаним сликама или показивати светао интензитет сигнала налик на масноћу, типично изгледајући хиперинтензивно на Т2-пондерисаним сликама. Повремено, ивица цисте може показати калцификација, а зид цисте се може повећати ако је упаљен. Очекује се смањена дифузност, а мали синусни тракт може водити од цисте до површине коже. МРТ је посебно драгоцен за одређивање обима дубоких орбиталних циста, које представљају значајне хируршке изазове.
Хистологија
Хистолошки, већина циста је присутна са слојевитим сквамозним кератинизованим епителом који облаже зид цисте. Повремено, зид цисте може да садржи некератинизовани епител коњуктиве.

## Диференцијална дијагноза
Диференцијалне дијагнозе за дермоидне цисте укључује:
- орбитални целулитис, који типично показује дифузно запаљење меког ткива са појачањем контраста, што је у супротности са добро дефинисаном природом дермоидних циста која не појачава
- псеудотумор, могу показати хетерогено појачање и инфилтративне карактеристике, за разлику од локализованог и добро ограниченог изгледа дермоидних циста.
- епителну инклузијску цисту, која може личити на дермоидне цисте, али често нема карактеристичан садржај масти видљив на снимку.
- хидатидну цисту, која се често идентификују по присуству вишеслојне мембране или ћерких циста, карактеристика које су одсутне у дермоидним цистама.
- хладни апсцес, који обично показује појачан обод и може бити праћен знацима упале, што их додатно разликује од дермоидних циста.   [11]

- малигне туморе, који се могу представити као неправилне, увећане масе са потенцијалним захватањем кости, што се разликује од бенигне, неинвазивне природе дермоидних циста; али је кључно имати на уму да могу да опонашају орбиталне дермоидне цисте.[5]

## Терапија
Да би се спречила руптура и секундарна упала, кључно је изрезати цисту заједно са њеном капсулом. Овај приступ такође помаже у постављању патолошке дијагнозе и постизању бољег козметичког резултата.
Површинске цисте са изразитим, опипљивим ивицама и без захвата у шаву могу се лако исецати.  Насупрот томе, антериорно лоциране цисте које укључују шавове захтевају пажљиву дисекцију да би се ослободиле адхезије на околне структуре пре него што се приступи било каквим коштаним екстензијама.
Дубоке орбиталне цисте су изазовније и захтевају сликовне студије за хируршко планирање. Примарни циљ током операције је да се постигне потпуна ексцизија без руптуре цисте уз заштиту деликатних орбиталних структура, укључујући очна ткива, крвне судове и нерве. Хируршки приступи за дубоке цисте могу укључивати супероназалну орбитотомију или латералну орбитотомију.
У случајевима интракранијалне екстензије, неопходан је мултидисциплинарни приступ који укључује хирургу главе и врата и неурохирургију.